# Sandreuth
Sandreuth (nürnbergisch: Sandraid)  ist ein Stadtteil der kreisfreien Stadt Nürnberg im Weiteren Innenstadtgürtel Süd und bildet den statistischen Bezirk 18.

## Geographie

### Lage
Sandreuth liegt im Südwesten der Nürnberger Altstadt. Der Stadtteil wird im Norden und Westen von der Bahnstrecke Treuchtlingen–Nürnberg, im Osten vom Frankenschnellweg und im Süden vom südwestlichen Teilstück der Ringstraße (Nopitschstr.) begrenzt.

### Nachbarorte
Nachbarorte sind (dem Uhrzeigersinn folgend und im Norden beginnend) die Stadtteile Gostenhof, Tafelhof, Steinbühl, Gibitzenhof, Werderau, St. Leonhard und Schweinau.

## Geschichte
Der Ort wurde 1242 als „Sandrivte“ erstmals urkundlich erwähnt. Der Ortsname bedeutet ‚Zur Rodung auf sandigem Boden‘. Der Hof gehörte zu dieser Zeit der Deutschordenskommende Nürnberg.
Gegen Ende des 18. Jahrhunderts bestand Sandreuth aus drei Anwesen. Das Hochgericht übte die Reichsstadt Nürnberg aus, was aber vom brandenburg-ansbachischen Oberamt Schwabach bestritten wurde. Grundherren waren die Deutschordenskommende Nürnberg (2 Halbhöfe) und der Nürnberger Eigenherr von Fürer (1 Schenkstatt).
1796 ging Sandreuth in preußischen Besitz über, 1806 gehörte der Ort zu Bayern. Von 1797 bis 1808 unterstand der Ort dem Justiz- und Kammeramt Schwabach. Im Rahmen des Gemeindeedikts wurde Sandreuth dem 1808 gebildeten Steuerdistrikt Galgenhof und der im selben Jahr gegründeten Ruralgemeinde Galgenhof zugeordnet. Nach deren Auflösung gehörte Sandreuth zu der 1826 gebildeten Ruralgemeinde Gibitzenhof. Zusammen mit Gibitzenhof wurde Sandreuth am 1. Januar 1899 nach Nürnberg eingemeindet.
Ein Anschluss an die Eisenbahn bestand seit 1894 mit der Errichtung eines Haltepunkts im Zuge der Aufnahme des Vorortverkehrs nach Schwabach. Am 1. Oktober 1904 wurde das Städtische Gaswerk neben dem ehemaligen Hafen des Ludwig-Donau-Main-Kanales errichtet. Sein Gasometer war eine bekannte Landmarke; diese Rolle hat heute das angrenzend gebaute Heizkraftwerk Sandreuth am Frankenschnellweg inne.
Der Stadtteil ist heute durch die Ansiedlung von Industriebetrieben im Süden sowie das Heizkraftwerk Sandreuth im Norden geprägt. Lediglich entlang der Sandreuthstraße und im nördlichsten Abschnitt der Maybachstr. gibt es Wohnbebauung.

### Baudenkmäler
Im Statistischen Bezirk Sandreuth gibt es zwei Baudenkmäler:
- Pomonabrunnen
- Ehemaliges Städtisches Gaswerk

### Einwohnerentwicklung
| Jahr      | 001818 | 001824 | 001836 | 001840 | 001861 | 001871 | 001885 |
| Einwohner | 25     | 22     | 17     | 14     | 14     | 17     | 184    |
| Häuser    | 2      | 2      | 2      | 2      |        |        | 11     |
| Quelle    | [ 12 ] | [ 8 ]  | [ 13 ] | [ 14 ] | [ 15 ] | [ 16 ] | [ 17 ] |

## Religion
Sandreuth ist seit der Reformation evangelisch-lutherisch geprägt und war ursprünglich nach St. Lorenz gepfarrt, seit 1922 ist die Pfarrei St. Markus (Gibitzenhof) zuständig. Die Einwohner römisch-katholischer Konfession sind nach St. Ludwig (Gibitzenhof) gepfarrt.

## Verkehr
Über die Ringstraße und die Anschlussstelle Nürnberg-Südring ist Sandreuth an den Frankenschnellweg angebunden. Die Nahverkehrsversorgung wird durch die S-Bahnlinie S 2 (Bahn-Haltepunkt Nürnberg-Sandreuth) sowie die Stadtbuslinie 68 gewährleistet.